# エミリアン・ド・ニューウェルケルク
エミリアン・ド・ニューウェルケルク（Alfred Émilien O'Hara, Comte de Nieuwerkerke、1811年4月16日 - 1892年1月16日）はフランスの彫刻家である。フランス第二帝政の時代に国立美術館総局長や、サロン・ド・パリの審査委員長などを務めた。

## 略歴
パリで生まれた。父親はオランダに出自のある貴族の家系でフランス陸軍将校であった。
1825年から1829年まで、士官学校で学ぶが1830年にフランス7月革命が起こり、士官学校を辞めた。1832年に結婚し、1834年にイタリアに滞在した。イタリアでは多くの美術館を訪れ、イタリアで亡命生活を送っていたフランスの彫刻家フォヴォー(Félicie de Fauveau)が集めた、古代の彫刻や作品に感銘を受けた。イタリア生まれで、フランスで活動していた彫刻家、カルロ・マロチェッティのもとで彫刻家になる修行を始める決意をした。
1842年から1861年の間、多くの歴史上の偉人の像を制作し、サロン・ド・パリに出展し、後にはナポレオン・ボナパルトの像も制作した。
彫刻家として知られるようになった後、1845年に再びイタリアを訪れ、ナポレオン1世の末弟ジェローム・ボナパルトの長女でナポレオン3世の従妹、マチルド・ボナパルトと知り合った。マチルド・ボナパルトはロシアの大富豪アナトーリー・デミドフに嫁いでいたが、夫の暴力に耐えかねて別居状態になり、1846年にデミトフの邸を出た。ニューウェルケルクは新しい住居をきめるなど、親しい関係は20年以上続いた。この交際はナポレオン3世が1848年末に大統領に就任した後、ニューウェルケルクが政府から重用されることにつながった。
1848年に国立美術館総局長に任じられ、ルーヴル美術館などの拡張や収蔵品の充実に努めたが、美術館の購入作品には保守的な好みを示した。国立の美術学校の革新にも取り組んだ。1952年からサロン・ド・パリの運営にも関わり、保守的な運営は、多くの芸術家の反抗と論争を招いた。
1870年にフランス第二帝政が崩壊する3カ月前に、ニューウェルケルクは職を辞し、イギリスに渡り、その後個人コレクションを売却した資金でイタリアのフィレンツェに移りそこで亡くなった。

## 作品

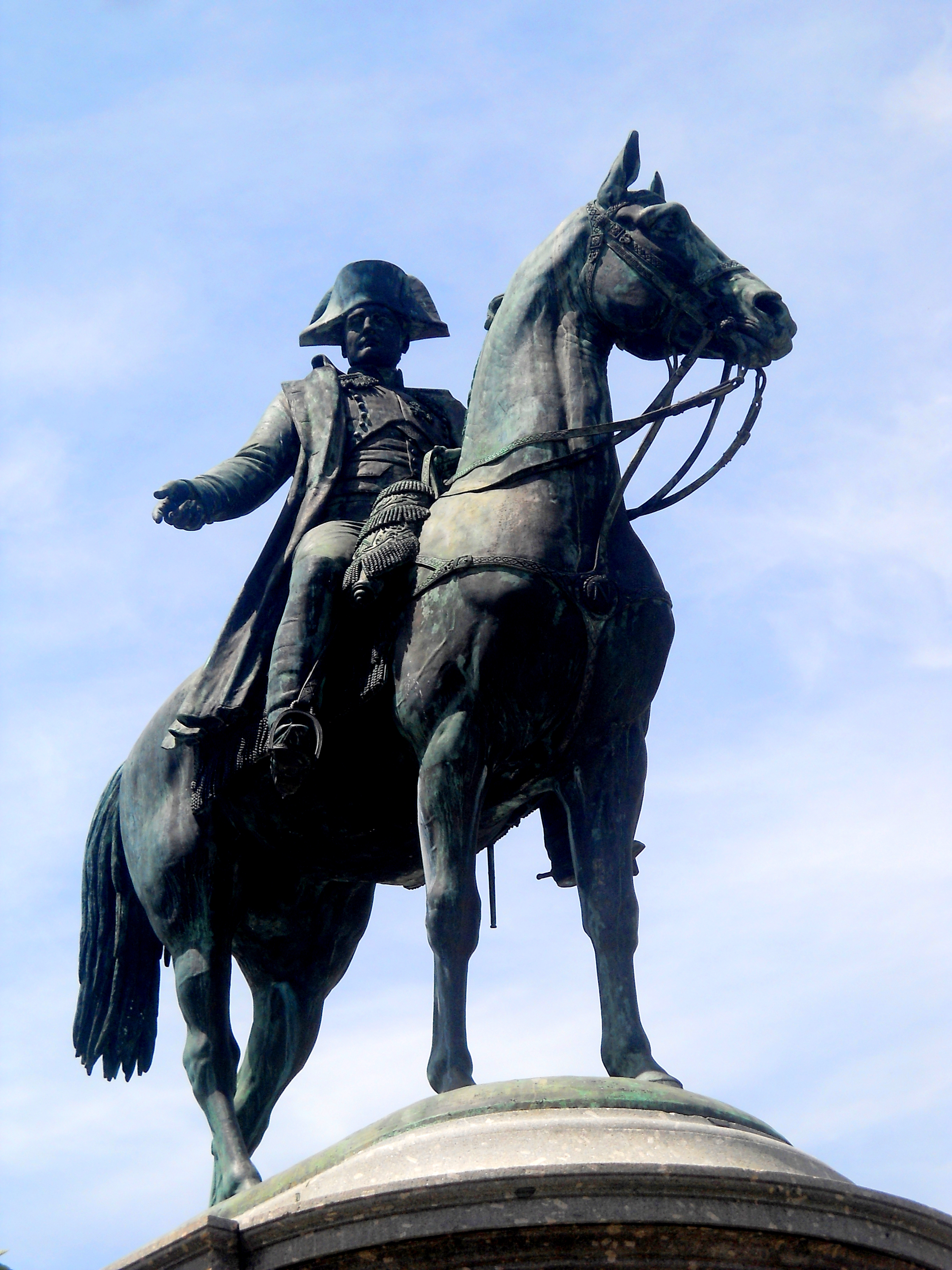
ナポレオン・ボナパルト
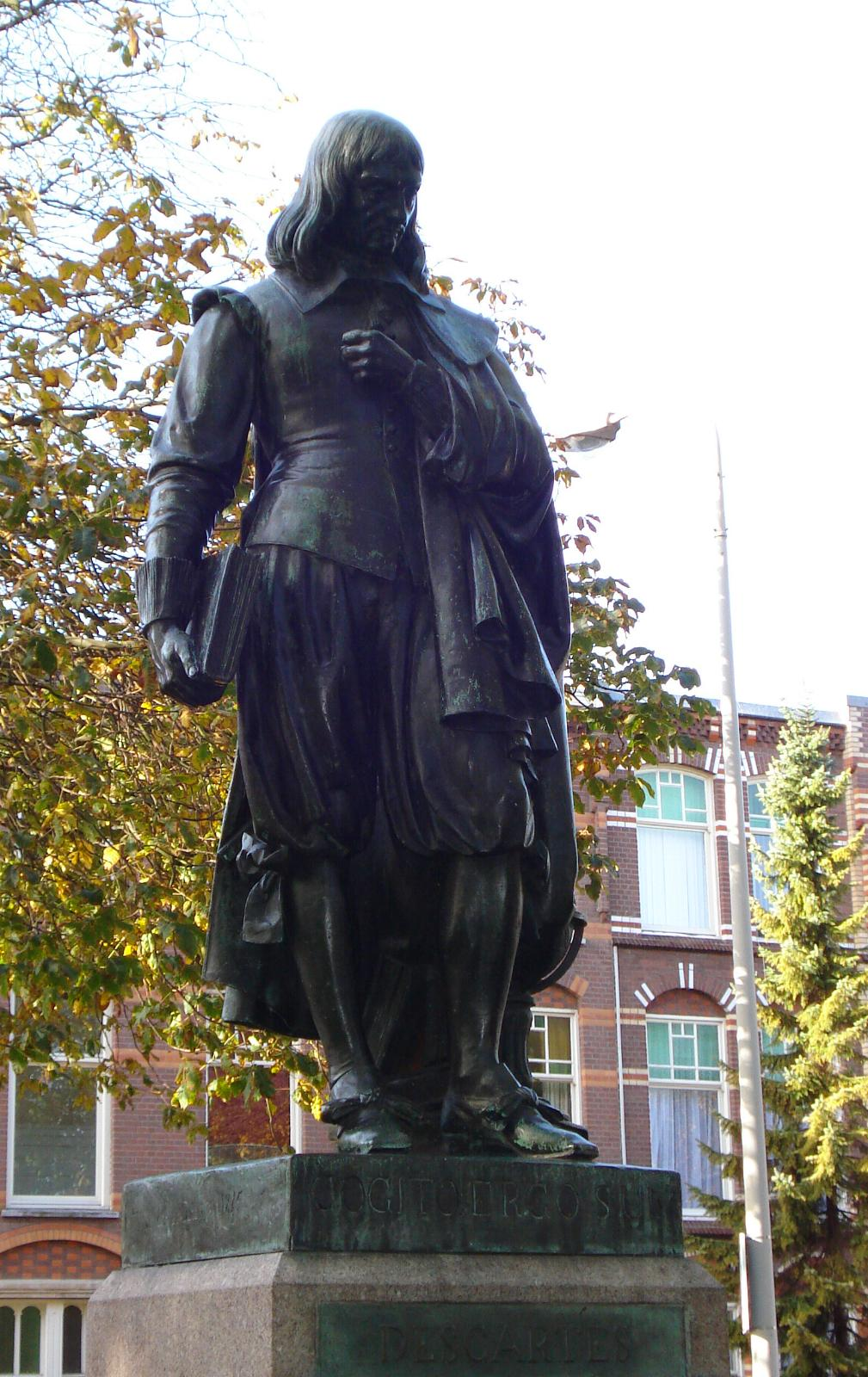
ルネ・デカルト
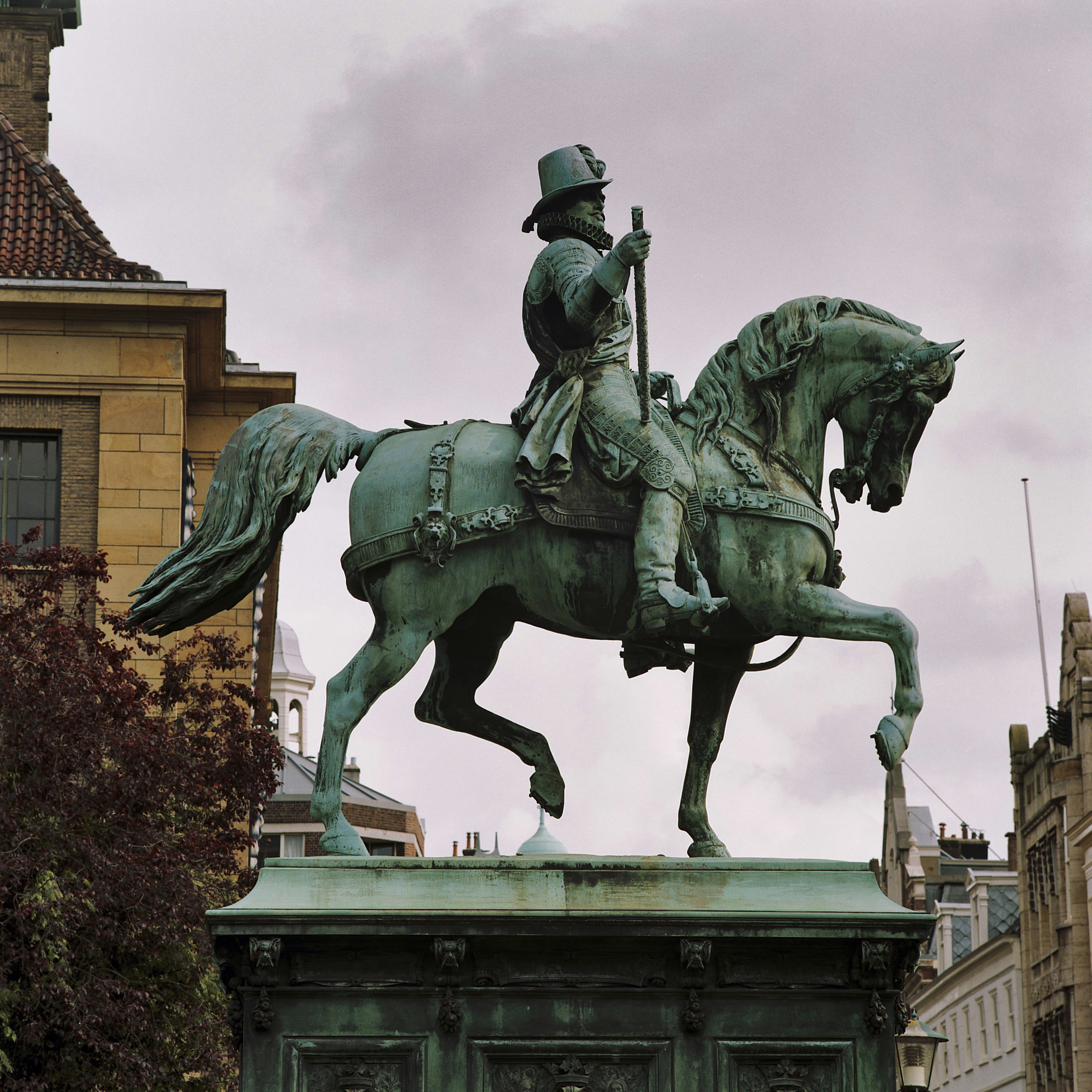
ウィレム1世 (オラニエ公)